# 元太科技工業
元太科技工業（英語：E Ink Holdings Incorporated）是台灣一間專營電子紙研發與製造的公司，為全球規模最大的電子紙製造商。總部位於新竹科學園區，主要廠房則分布於臺灣的新竹、桃園。

## 沿革

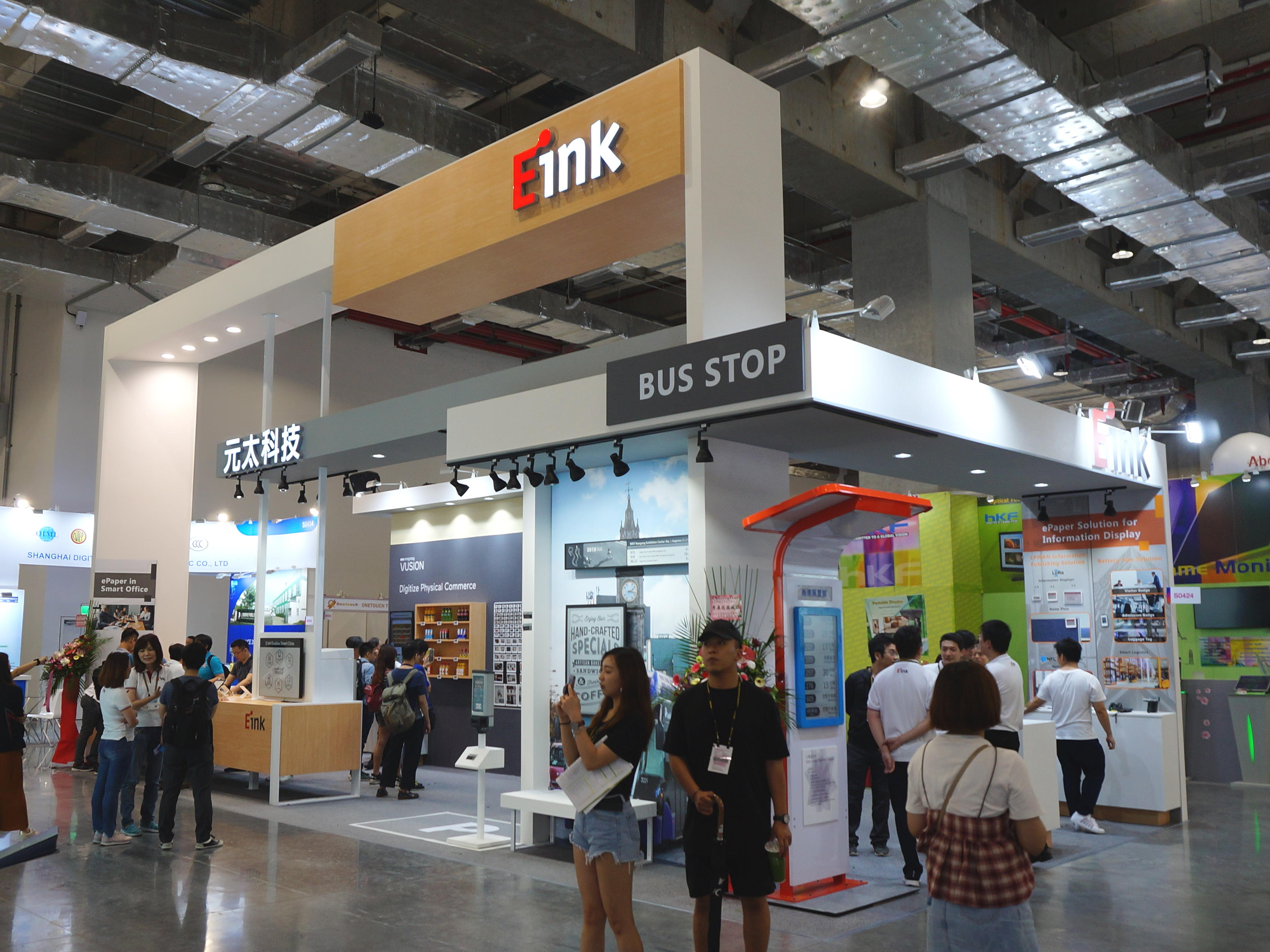
2019台北國際電腦展，元太科技攤位

1992年，元太科技建立了臺灣第一座TFT-LCD製造廠（一條小尺寸的2.5代生產線），專事生產電泳式電子紙顯示器 (ePaper based on Electrophoretic technology) 及TFT-LCD。
2005年，元太科技併購飛利浦電子紙事業部，成為全球最大的電子紙製造廠。
2009年，元太科技買下E Ink公司和其所有的專利技術，隨後將英文名稱從Prime View International Co., Ltd.改為E Ink Holdings Incorporated，且打入亞馬遜公司的自有品牌電子書閱讀器「Amazon Kindle」以及索尼所推出的電子書供應鏈，一時轟動市場。
2012年12月，元太收购了竞争对手友達光電旗下的電子紙製造公司達意科技(英語：SiPix Technology, Inc.)成為全球最大的電子紙製造商，市佔超過九成。
2015年起，元太科技積極建構電子紙生態系統，結合上下游生態鏈廠商組成策略聯盟夥伴，攜手耕耘市場，並擴大各類型電子紙產品應用的普及與成長。
2016年底，正式淡出LCD業務，專注於電子紙的研發與製造。
2025年，元太與友達旗下子公司達擎將成立合資公司，於友達桃園龍科廠區打造大型電子紙模組生產線，預計2025年第4季投產。